# Arthroleptis xenochirus
Arthroleptis xenochirus Smith, 1849 è un anfibio anuro, appartenente alla famiglia degli Artroleptidi.

## Distribuzione e habitat
Si trova nei prati aperti delle foreste montane sempreverdi a 1600–2280 m di altitudine nel nord dell'Angola, nel nord del Malawi e nel sud-est della Repubblica Democratica del Congo, nell'adiacente Zambia settentrionale e nell'estremo sud della Tanzania.